# Mancala
Mancala este o familie de jocuri din categoria de tablă de joc, numite uneori jocuri "de însămânțare", sau "socotește și capturează". Jocurile mancala joacă în multe țări africane același rol pe care îl are șahul în țările vestice sau jocul de Go în Asia de Est. Cele mai cunoscute jocuri mancala, pe lângă Kalah și Oware, sunt Congkak, Endodoi, Omweso, Toguz korgool, Bao, Sungka și Igisoro.
Cuvântul mancala este de origine arabă, provenind din naqala, ceea ce înseamnă "a mișca". Nu există nici un joc cu acest nume, ci doar tipul, sau scopul jocurilor se numește așa. Acest cuvânt este folosit în Siria, Liban și Egipt, dar nu se aplică nici unui joc în mod consecvent.

## Istoric
Printre cele mai timpurii dovezi ale existenței jocului sunt câteva fragmente dintr-o tablă de joc ceramică și mai multe bucăți de piatră cioplită găsite la Matara (în Eritrea) și Yeha (în Etiopia), datate de către arheologi între secolul 6 și 7 dCh. Datorită similarității unor aspecte din joc cu activitatea agricolă precum și lipsa necesității unui echipament specializat este posibil ca jocul să dateze din cele mai vechi timpuri, chiar din zorii civilizației. Oricum nu există dovezi cum că jocul ar fi mai vechi de 13 secole.
În secolul 17 comercianții au adus jocul în Europa, dar nu a devenit niciodată prea popular cu excepția zonei baltice unde a devenit pentru un timp popular sub numele de "Bohnenspiel" și în Bosnia cunoscut ca Ban-Ban unde se mai joacă și azi.

## Jocul

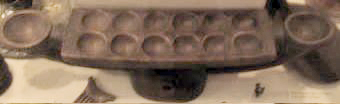
Tablă de mancala din lemn în Africa de Vest

Jocurile de tip mancala au aceleași reguli generale. Jucătorii încep prin a amplasa un anumit numar de semințe, depinzând de care dintre variante este jucat, în fiecare dintre scobiturile tablei de joc. O mutare constă în luarea tuturor semințelor dintr-o adâncitură și plasarea lor câte una în fiecare dintre următoarele adâncituri (însămânțare), și capturarea semințelor funcție de situația de pe tabla de joc. Deși jocurile diferă mult în detalii, această linie generală este valabilă pentru toate.

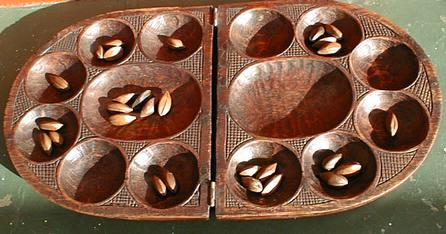
Tablă de joc Oware din Camerun. La această tablă jucătorii vor sta la stânga și dreapta.

Echipamentul este de obicei o tablă din diferite materiale, cu o serie de adâncituri așezate de obicei pe două sau patru rânduri. Unele dintre jocuri se joacă mai frecvent folosind adîncituri săpate în pământ.
Uneori la capetele tablei de joc există două adâncituri mai mari, numite magazii, unde se stochează piesele. Piesele de joc pot fi semințe, boabe, pietre, scoici, sau orice obiecte de același fel care se așază și se transferă ăn adînciturile de pe tablă pe perioada jocului. Configurația tablei de joc diferă între diferitele variații ale jocului. 

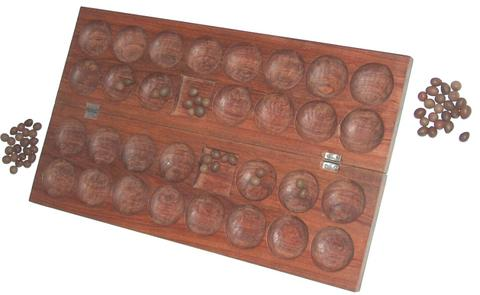
Tablă de joc Bao din Zanzibar. Adânciturile de joc (mashimo) sunt rotunde, în timp ce "casele" (nyumba) au forma pătrată

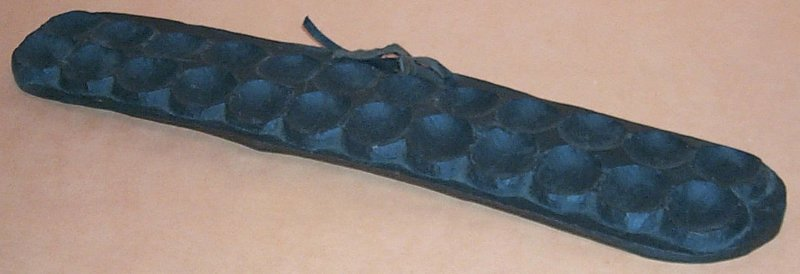
Tabla de joc Endodoi de 2x12 din Kenya.

De exemplu Endodoi este jucat pe table de 2x6 la 2x10.
Scopul jocului este de obicei capturarea a mai multor piese decât adversarul, deși uneori se încearcă a nu lăsa oponentului nici o posibilitate de mutare, sau de a avea partea ta goală înaintea adversarului.
Modul de joc. Un jucător își începe turul prin alegerea unei adâncituri din care va lua piesele pe care le va ditribui (însămânța) de jur împrejurul tablei. Această alegere este deseori limitată la adânciturile de pe partea jucătorului, precum și la un număr minim de piese existente în respectiva adâncitură.
În procesul cunoscut sub numele de 'însămânțare', toate piesele dintr-o adâncitură sunt distribuite câte una in următoarele adâncituri, de jur împrejurul tablei de joc. Această denumire a mutării, de 'însămânțare', este una pertinentă, deoarece nu numai că deseori piesele sunt chiar semințe, dar mutarea în sine reflectă procesul real al plantării semințelor una cîte una în adâncituri în pământ. Dacă mutarea se termină după ce s-a distribuit ultima piesă, atunci jocul se consideră a fi cu un tur pe jucător.
Jocurile cu tururi multiple, sau cu releu, sunt o altă variantă a jocurilor mancala destul de frecventă. În aceste variante, dacă ultima piesă distribuită cade într-o adâncitură ocupată, atunci toate piesele din acea adâncitură se redistribuie în continuare. Un alt mod comun de a utiliza tururile multiple este acela în care ultima piesă cade intr-o anumită adâncitură predefinită. Există multe alte variații ale regulilor de joc.
Capturarea pieselor se face pe baza ultimei piese distribuite. Ce fel de cerințe trebuie îndeplinite ca un grup de piese să fie capturate diferă mult de la joc la joc.